# 茲比羅赫
茲比羅赫是捷克的城鎮，位於該國西部，距離首府皮爾森30公里，由比爾森州負責管轄，面積31.94平方公里，海拔高度414米，2006年人口2,604，人口密度為每平方公里82人。